# فرودگاه ابا سگواد
فرودگاه ابا سگواد (به انگلیسی: Aba Segud Airport) یک فرودگاه با کد یاتا JIM است که یک باند فرود آسفالت دارد و طول باند آن ۲۰۰۰ متر است. این فرودگاه در کشور اتیوپی قرار دارد و در ارتفاع ۱۷۰۳ متری از سطح دریا واقع شده‌است.

## شرکت‌های هواپیمایی و مقصدهای پروازی
The following شرکت هواپیماییs offer scheduled passenger service at the Lalibela Airport:
| شرکت‌های هواپیمایی | مقصدهای پروازی                |
| ----------------- | ----------------------------- |
| هواپیمایی اتیوپی  | بوول، اکسوم، باهیر دار، گاندر |